# Vendelles
Vendelles est une commune française située dans le département de l'Aisne, en région Hauts-de-France.

## Géographie

### Communes limitrophes
|        | Jeancourt | Le Verguier |
| Bernes | Vendelles | Maissemy    |
|        | Vermand   |             |

### Transports en commun routiers
La localité est desservie par les autocars du réseau inter-urbain Trans'80, chaque jour de la semaine, sauf le dimanche et les jours fériés (ligne no 49, Péronne - Roisel - Saint-Quentin).

### Hydrographie
La commune est située dans le bassin Artois-Picardie. Elle n'est drainée par aucun cours d'eau.

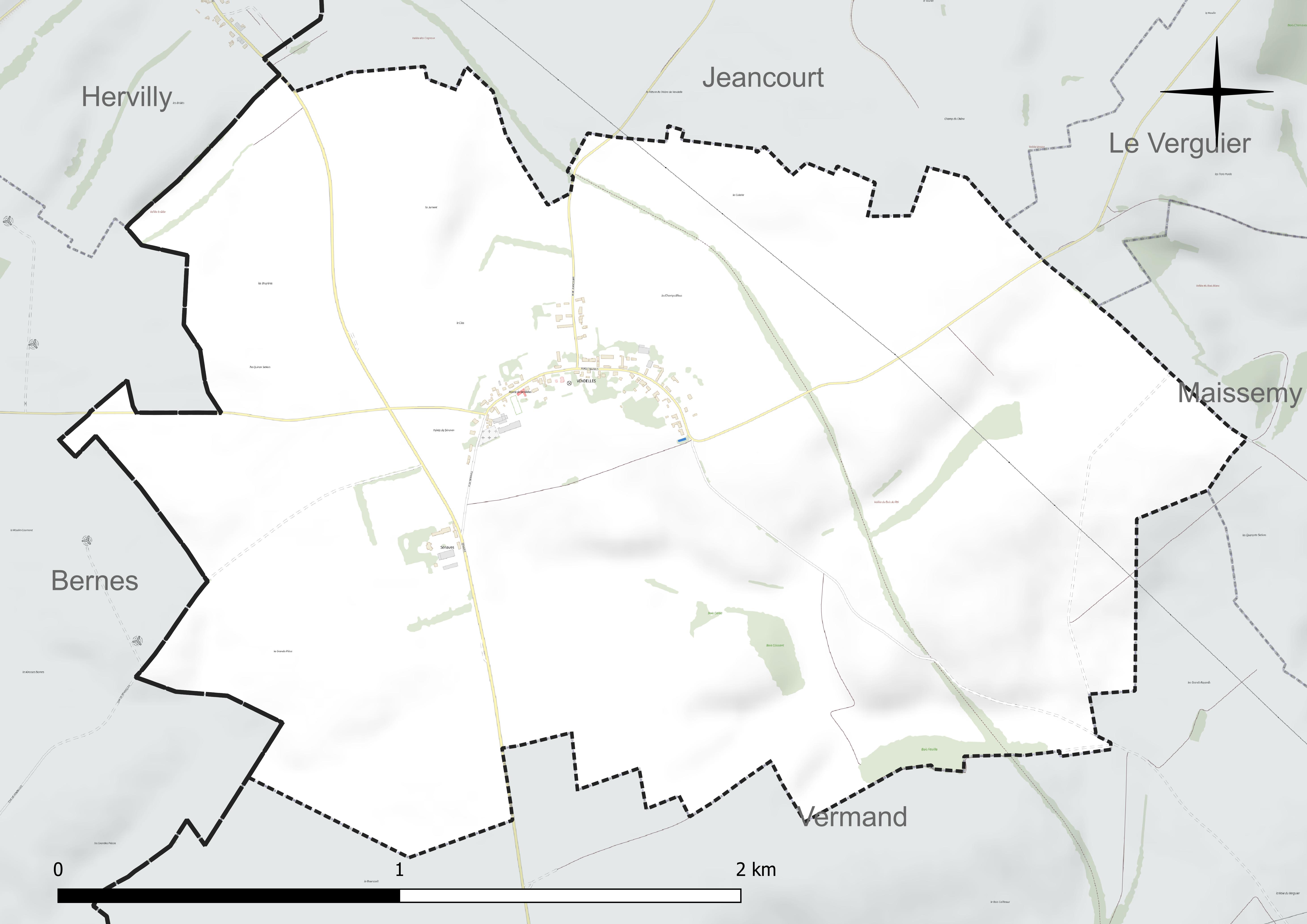
Réseau hydrographique de Vendelles.

### Climat
Pour des articles plus généraux, voir Climat des Hauts-de-France et Climat de l'Aisne.
En 2010, le climat de la commune est de type climat océanique dégradé des plaines du Centre et du Nord, selon une étude du CNRS s'appuyant sur une série de données couvrant la période 1971-2000. En 2020, Météo-France publie une typologie des climats de la France métropolitaine dans laquelle la commune est exposée à un climat océanique et est dans la région climatique Nord-est du bassin Parisien, caractérisée par un ensoleillement médiocre, une pluviométrie moyenne régulièrement répartie au cours de l'année et un hiver froid (3 °C).
Pour la période 1971-2000, la température annuelle moyenne est de 10,1 °C, avec une amplitude thermique annuelle de 14,7 °C. Le cumul annuel moyen de précipitations est de 712 mm, avec 11,2 jours de précipitations en janvier et 9,2 jours en juillet. Pour la période 1991-2020, la température moyenne annuelle observée sur la station météorologique la plus proche, située sur la commune d'Estrées-Mons à 10 km à vol d'oiseau, est de 11,0 °C et le cumul annuel moyen de précipitations est de 647,5 mm,. Pour l'avenir, les paramètres climatiques de la commune estimés pour 2050 selon différents scénarios d'émission de gaz à effet de serre sont consultables sur un site dédié publié par Météo-France en novembre 2022.

## Urbanisme

### Typologie
Au 1er janvier 2024, Vendelles est catégorisée commune rurale à habitat dispersé, selon la nouvelle grille communale de densité à 7 niveaux définie par l'Insee en 2022.
Elle est située hors unité urbaine. Par ailleurs la commune fait partie de l'aire d'attraction de Saint-Quentin, dont elle est une commune de la couronne,. Cette aire, qui regroupe 120 communes, est catégorisée dans les aires de 50 000 à moins de 200 000 habitants,.

### Occupation des sols
L'occupation des sols de la commune, telle qu'elle ressort de la base de données européenne d'occupation biophysique des sols Corine Land Cover (CLC), est marquée par l'importance des territoires agricoles (100 % en 2018), une proportion identique à celle de 1990 (100 %). La répartition détaillée en 2018 est la suivante : 
terres arables (94,4 %), zones agricoles hétérogènes (5,6 %).
L'évolution de l'occupation des sols de la commune et de ses infrastructures peut être observée sur les différentes représentations cartographiques du territoire : la carte de Cassini (XVIIIe siècle), la carte d'état-major (1820-1866) et les cartes ou photos aériennes de l'IGN pour la période actuelle (1950 à aujourd'hui).

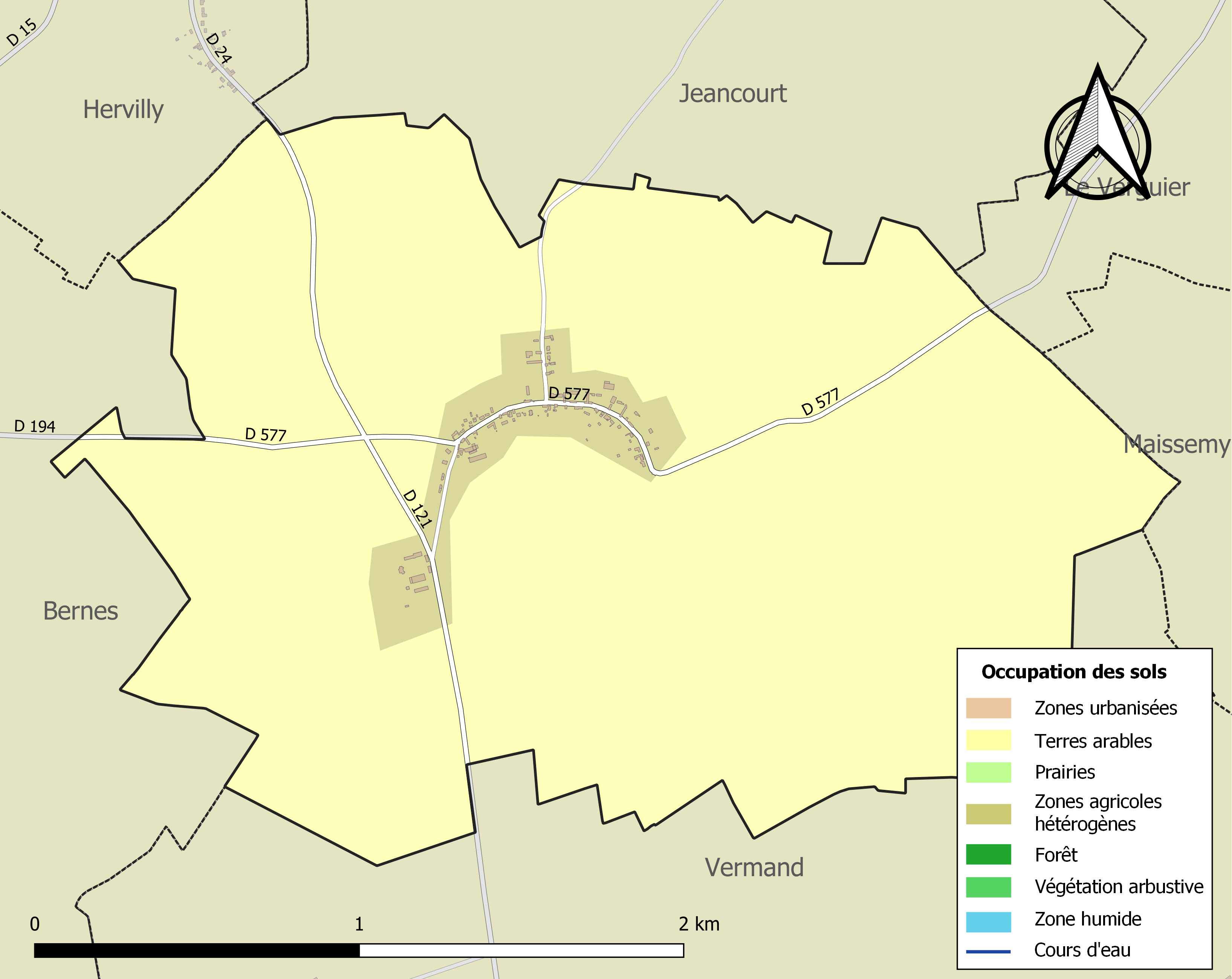
Carte de l'occupation des sols de la commune en 2018 (CLC).

## Toponymie
Le nom du village apparaît pour la première fois en 1245 sous le nom de Interritorio de Vendaile. Le nom évoluera encore de nombreuses fois en fonction des différents transcripteurs : Vendaille, Vendailles, Vendelle, Vendel, Vendal en 1670, Vendelle sur la Carte de Cassini XVIIIe siècle, et enfin l'orthographe actuelle Vendelles au XIXe siècle.

Le hameau de Senave est cité pour la première fois en 1276 sous le nom de Senaive dans un cartulaire de l'abbaye de Fevaques.

Ce hameau appartenait autrefois à l'abbaye de Vermand et dépendait du village du même nom.

## Histoire

### Carte de Cassini
|  |

La carte de Cassini ci-dessus montre qu'au milieu du XVIIIe siècle, Vendelles était un hameau, donc sans église, situé sur le plateau de Vermand.

Le village dépendait des paroisses de Jeancourt et de Bernes.

Au sud est représenté le hameau de Senave.

Au nord-est, un moulin à vent en bois, aujourd'hui disparu, était en fonction vers 1750.

### Religion: le protestantisme
En 1691, alors que la France connaît les rigueurs de la révocation de l'édit de Nantes (1685), le village, ainsi que six autres localités environnantes (Hargicourt, Jeancourt, Nauroy, Lempire, Templeux-le-Guérard et Montbrehain), voit une partie de ses habitants se convertir au protestantisme à la suite des visites du prédicant itinérant Gardien Givry. Les prédications clandestines ont lieu au lieu-dit la Boîte à Cailloux, vallon isolé situé sur le terroir d'Hesbécourt. Une communauté protestante restera dès lors implantée dans le village. Le temple est aujourd'hui désaffecté.

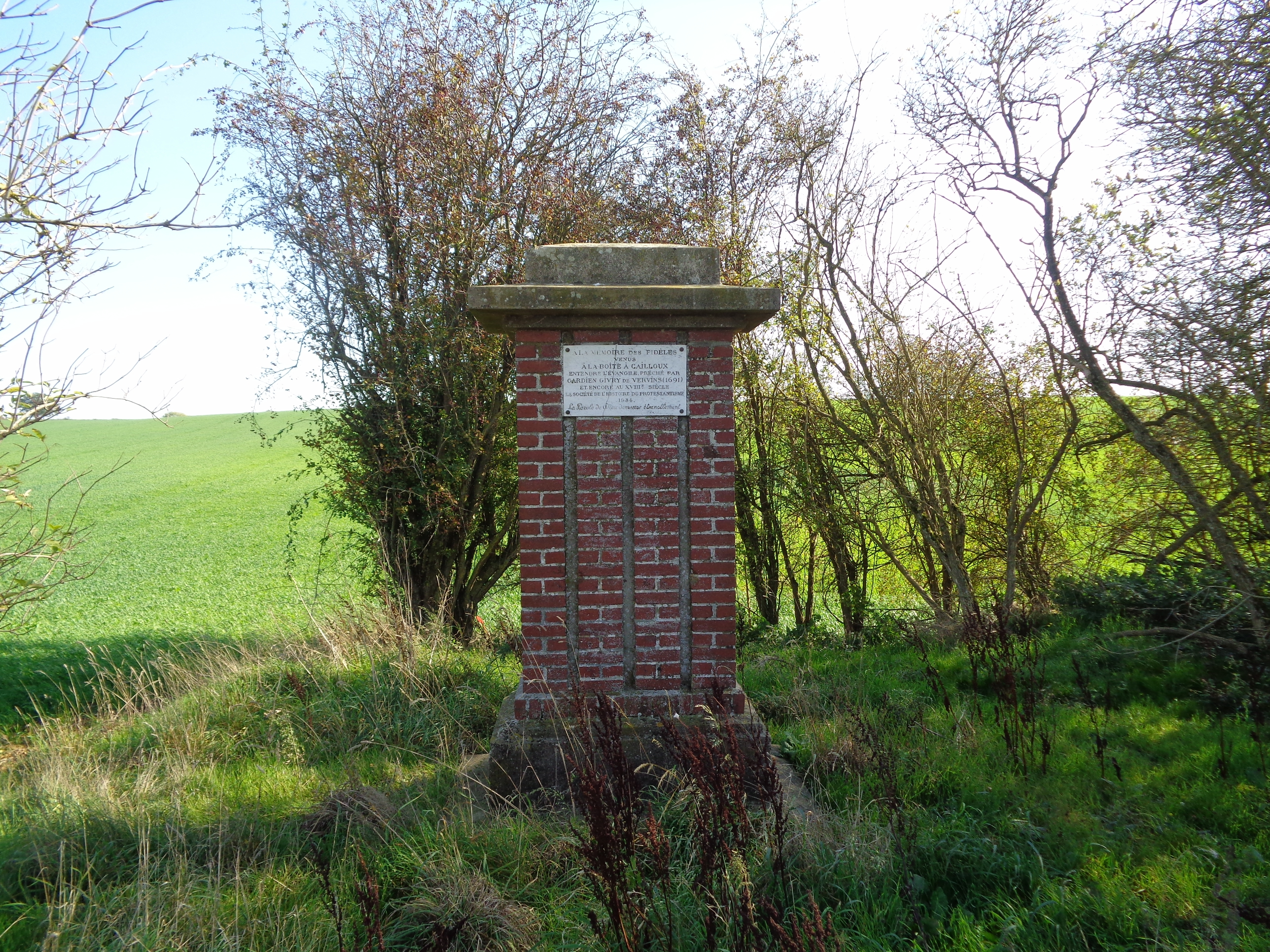
La stèle de la Boîte à Cailloux  en 2017.
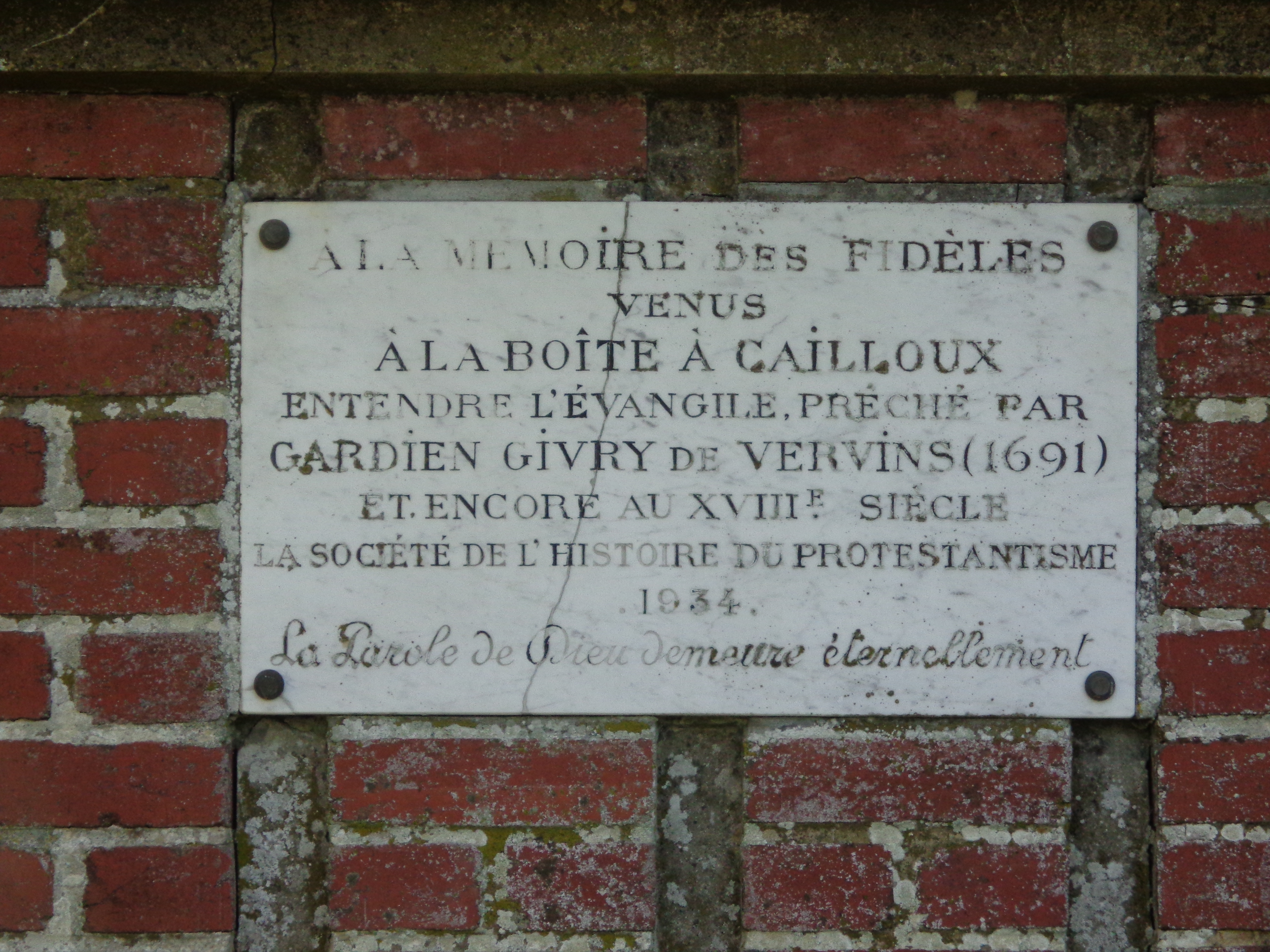
Plaque commémorative sur la stèle.
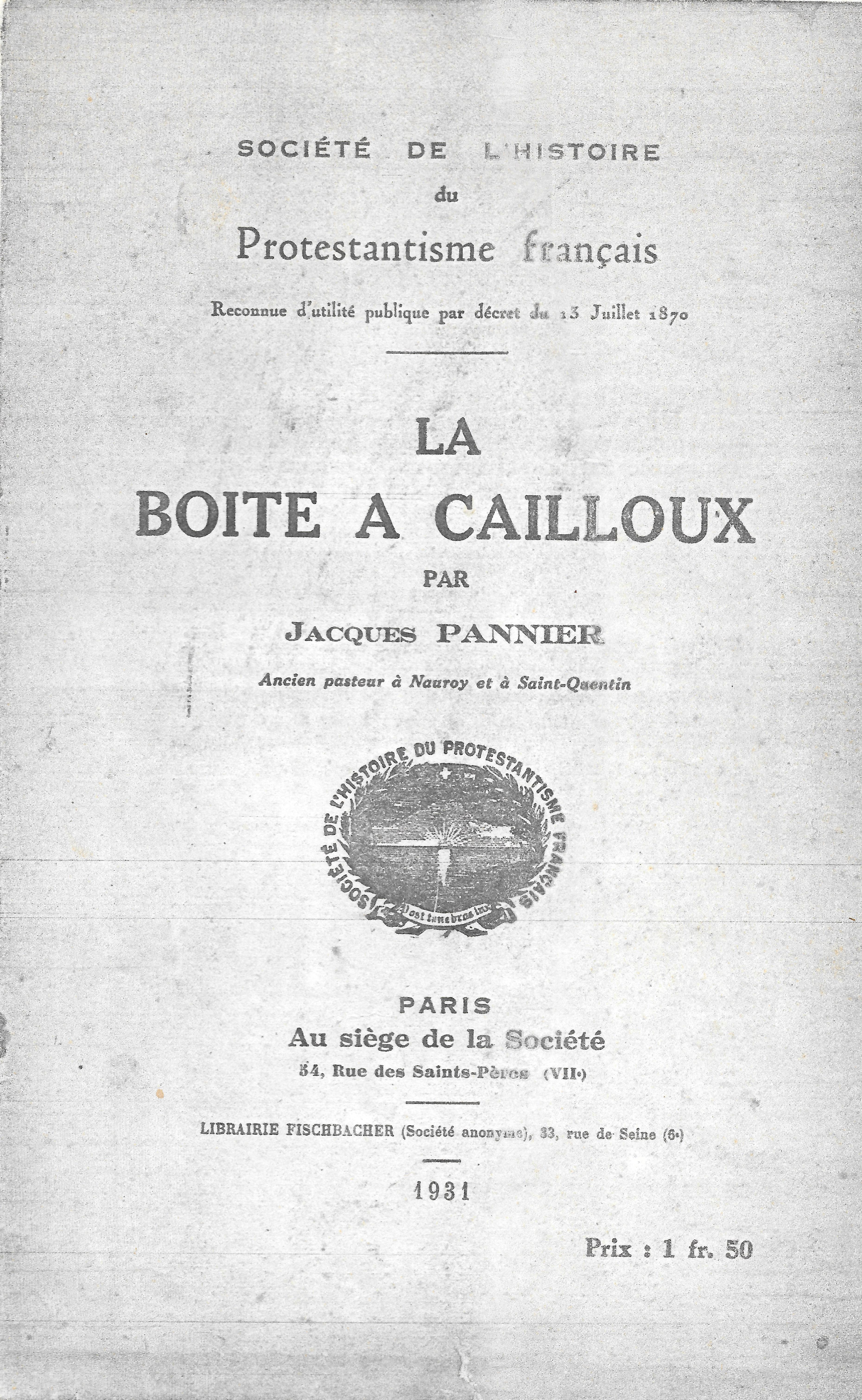
Plaquette éditée en 1931 lors de l'érection de la stèle.
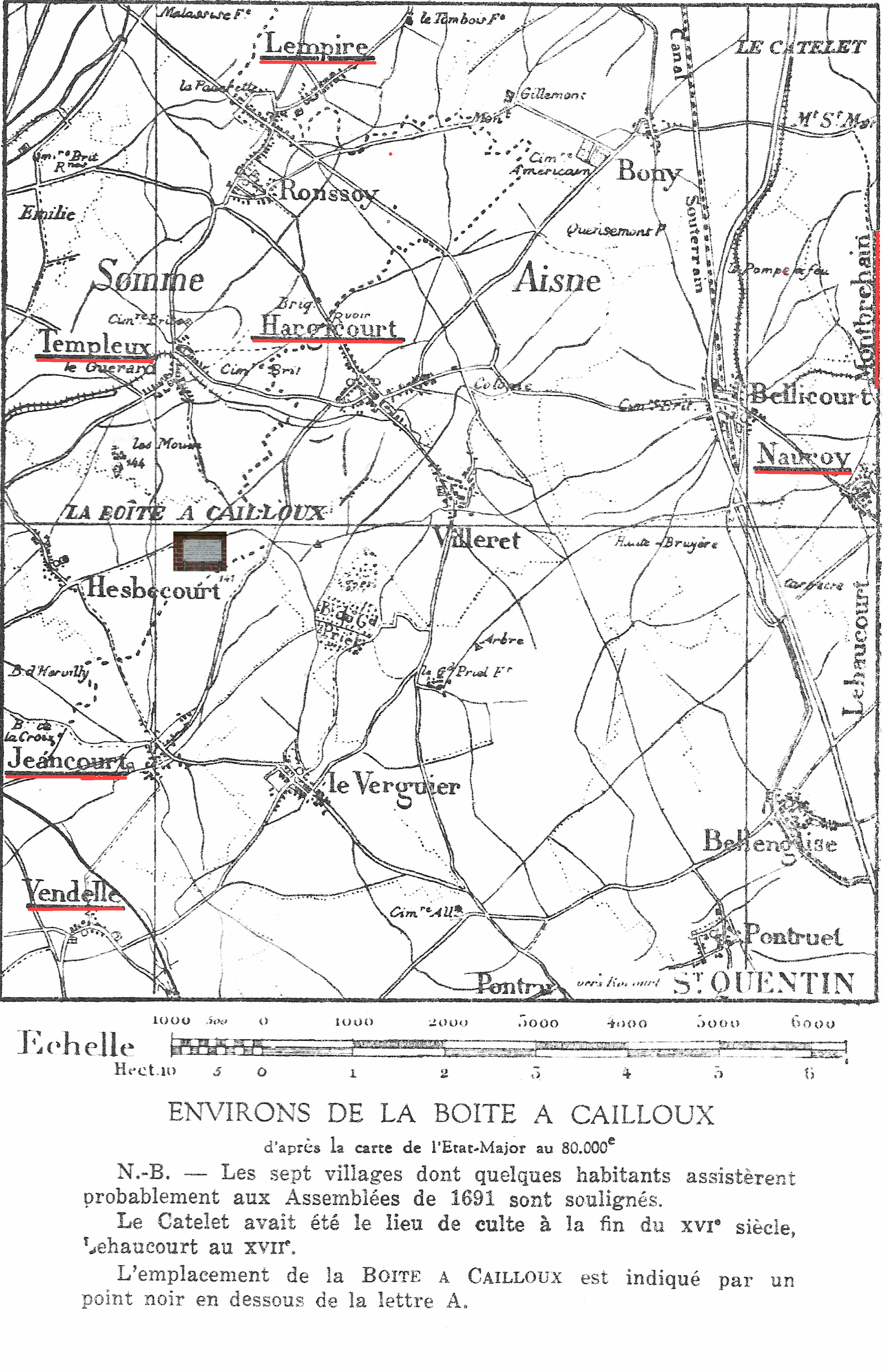
Plan des 7 villages.
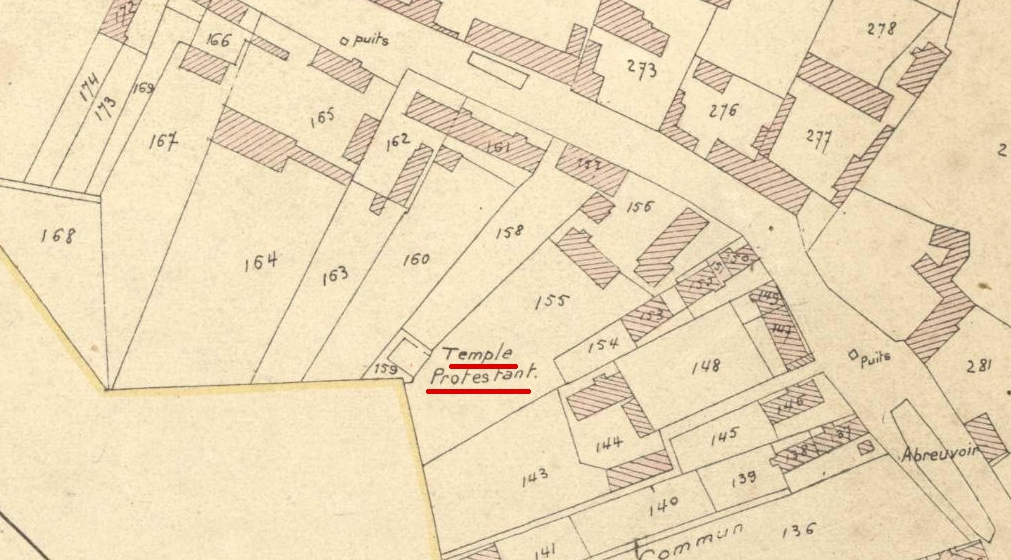
Sur le plan cadastral de 1834, on voit que le temple de Vendelles était relégué à l'écart des habitations.
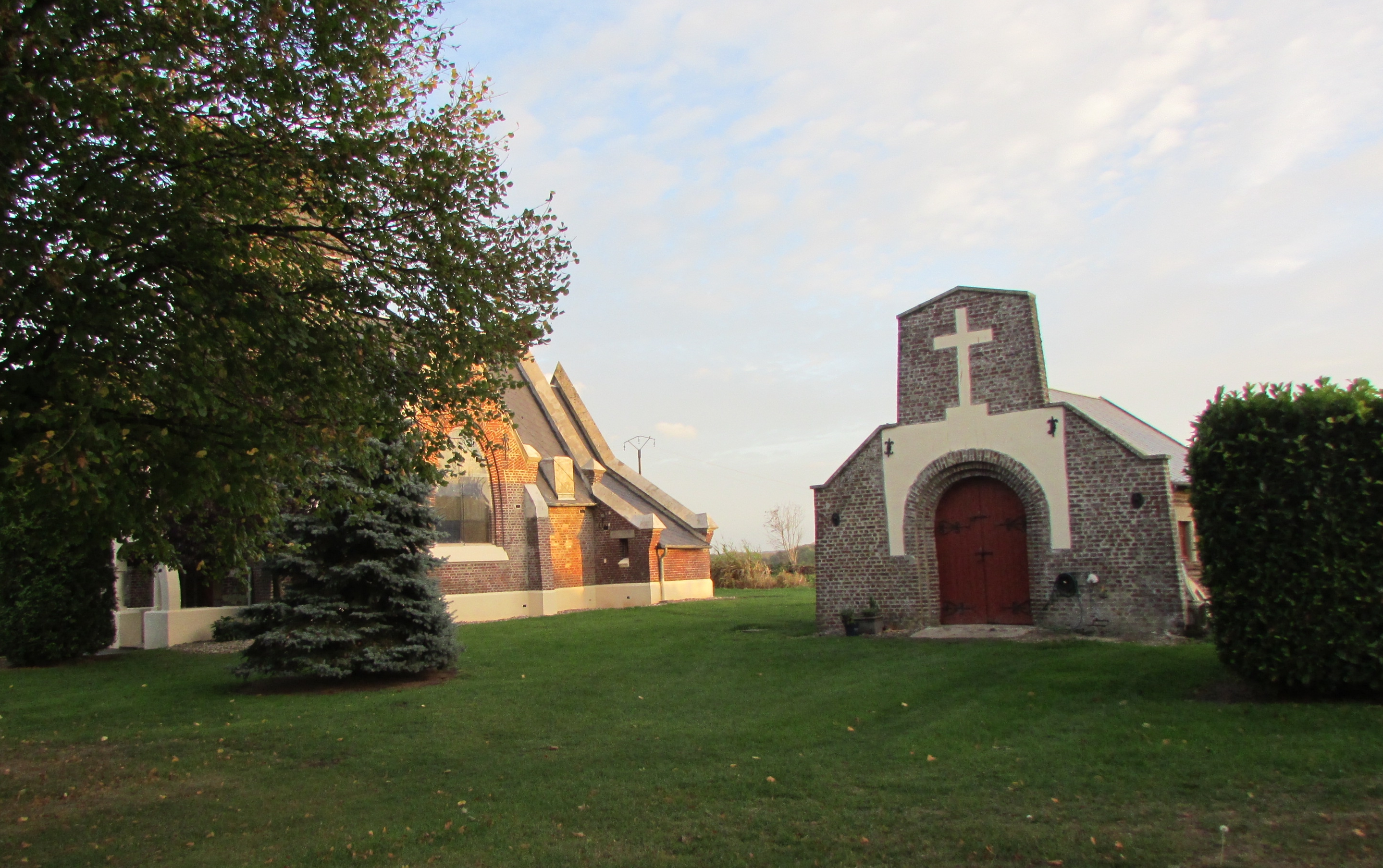
Le temple de nos jours.

### XVIIIesiècle

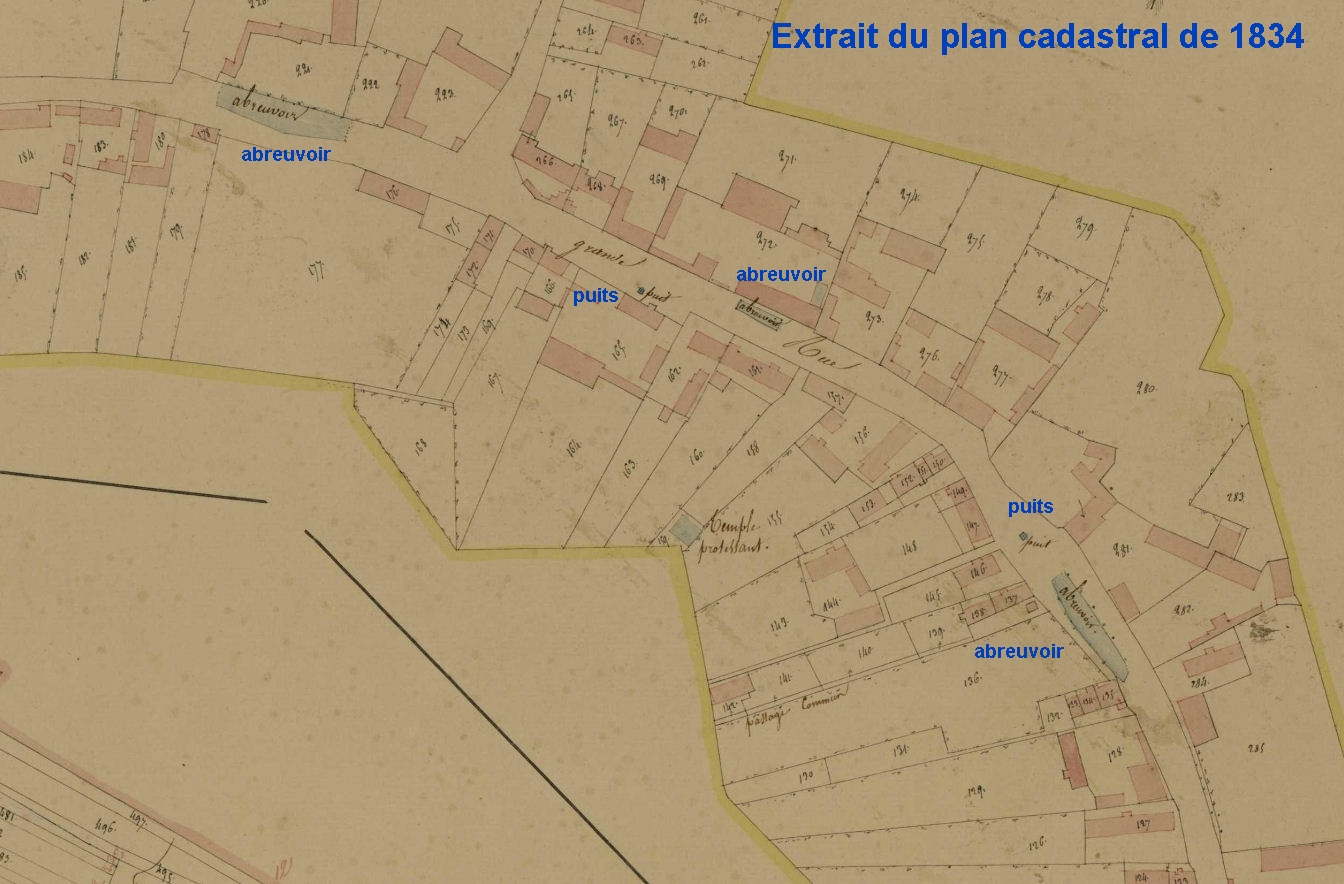
Plan cadastral de vendelles de 1834.

Le plan cadastral de 1834 montre que le village comptait, à cette époque, 4 abreuvoirs sur la rue principale ainsi que 2 puits publics, dont un carrément au milieu de la route.

### La guerre 1914-1918 à Vendelles
Comme d'autres villages  de la région, Vendelles est sorti meurtri de la Grande Guerre car le village a été entièrement rasé en 1917 par les Allemands.

Le 28 août 1914, soit moins d'un mois après la déclaration de guerre, l'armée française bat en retraite vers l'ouest et les Allemands arrivent à Vendelles. Dès lors commença l'occupation allemande qui dura jusqu'en mars 1917. Le front se situant à une vingtaine de kilomètres à l'ouest vers Péronne, l'activité des occupants consistait principalement à assurer le logement des combattants (dans chaque maison, les habitants n'avaient droit qu'à une pièce pour vivre, le reste de la maison étant réservé aux troupes d'occupation et aux soldats en repos), le fonctionnement d'un lazaret (hôpital militaire) et l'approvisionnement en nourriture. Des arrêtés de la Kommandantur obligeaient, à date fixe, sous la responsabilité  du maire et du conseil municipal, sous peine de sanctions, la population à fournir : blé, œufs, lait, viande, légumes, destinés à nourrir les soldats du front. Toutes les personnes valides devaient effectuer des travaux agricoles ou d'entretien. Voici des extraits d'un arrêté de la kommandantur d'Holnon valable pour 25 communes de la région : " Holnon le 22 juillet 1915. Tous les ouvriers et les femmes et les enfants de 15 ans sont obligés de faire travaux des champs tous les jours aussi dimanche de quatre heure du matin jusque huit heure du soir... Après la récolte les fainéants seront emprisonnés 6 mois... Les femmes fainéantes seront exilées à Holnon pour travailler. Après la récolte, les femmes seront emprisonnées 6 mois... Les enfants fainéants seront punis de coups de bâton.De plus le commandant réserve de punir les ouvriers fainéants de 20 coups de bâton tous les jours...Les ouvriers de la commune Vendelles sont punis sévèrement".(voir le document entier sur Gallica en cliquant sur le lien ci-après).
En février 1917, le général Hindenburg décida de la création d'une ligne défense à l'arrière du front ; lors du retrait des troupes allemandes, tous les villages seraient détruits pour ne pas servir d'abri aux troupes franco-anglaises. Dès le 15 février, les habitants du Vendelles furent emmenés à la halte du chemin de fer, installés dans des wagons à bestiaux, emmenés à Saint-Quentin et dispersés dans des lieux occupés, jusqu'en Belgique. En mars 1917, avant du retrait des troupes allemandes sur la ligne Hindenburg, le long du canal de Saint-Quentin, les maisons ont été pillées et incendiées, le village a été systématiquement détruit. L'église, le temple, la mairie, l'école et toutes les maisons ont été dynamités et les arbres sciés à 1 m de hauteur.
Le village, vidé de ses habitants, est resté occupé par les Allemands et a été repris le 31 mars 1917 après de durs combats par les troupes britanniques.
Les ruines du village seront plusieurs fois reprises par chaque camp et n'est que le 13 septembre 1918 que Vendelles sera définitivement libéré par les Britanniques.

Après l'Armistice, de nombreux habitants ne revinrent pas s'installer à Vendelles et, avec les dommages de guerre, commencèrent une nouvelle vie dans d'autres lieux. Pour ceux qui furent de retour commença une longue période de plus de 10 ans de reconstruction des habitations (maisons provisoires), des fermes, des bâtiments publics, des routes. De 223 habitants habitants avant la guerre, Vendelles n'en comptait plus que 109 en 1921, soit la moitié en moins.

Vu les souffrances endurées par la population pendant les 4 années d'occupation et les dégâts aux constructions, la commune s'est vu décerner la croix de guerre 1914-1918 (France) le 17 octobre 1920.
Dans le cimetière, sur le monument aux morts sont inscrits les noms des cinq Vendellois morts pour la France.

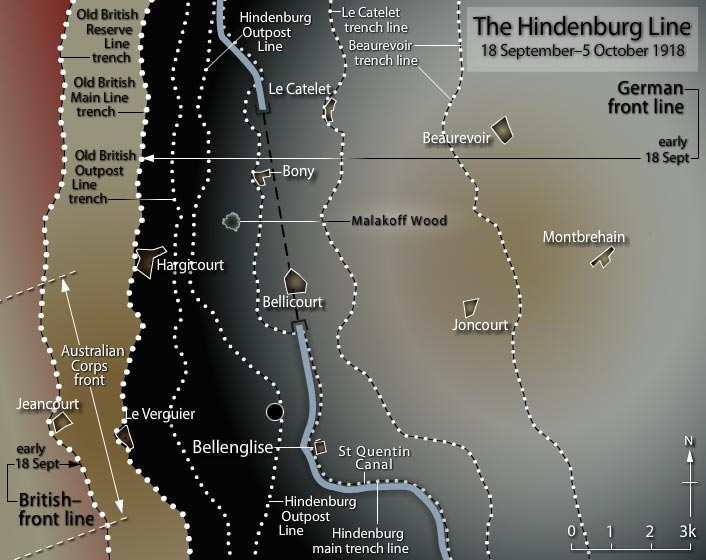
Carte de la bataille de la ligne Hindenburg en septembre-octobre 1918.
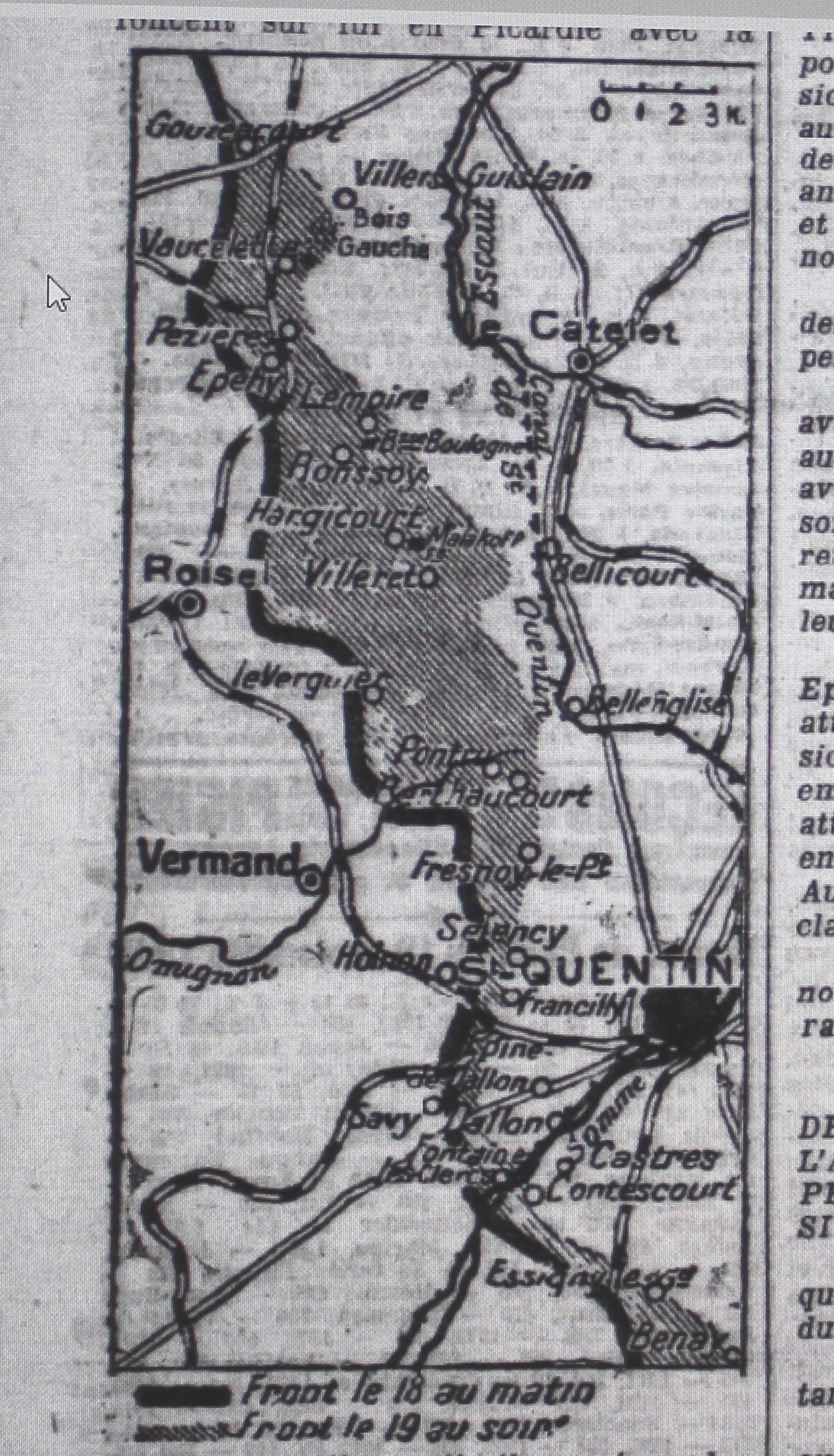
Carte montrant la prise définitive de Vendelles par l'armée anglaise en septembre 1918.
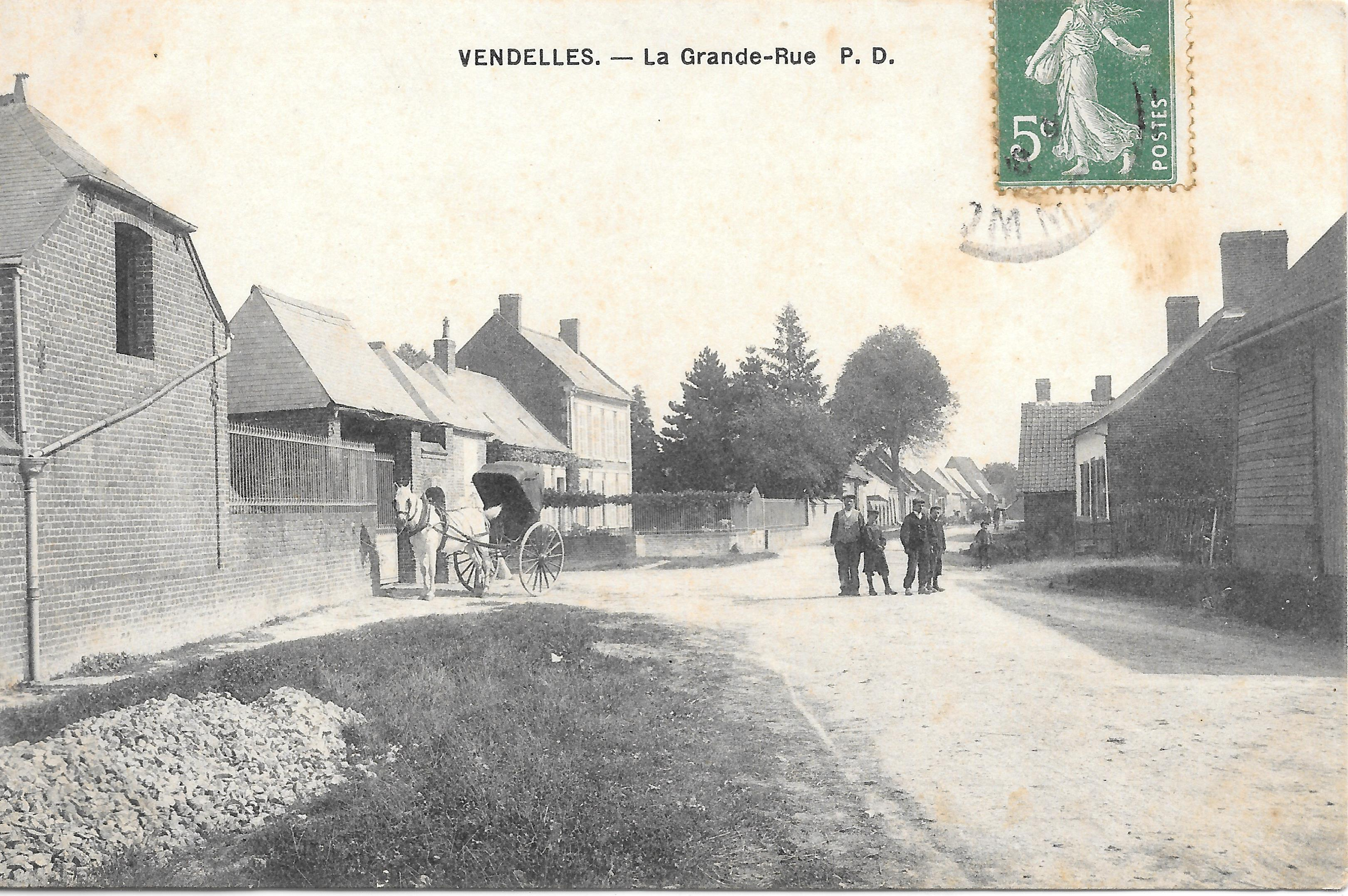
La grand-rue vers 1910.
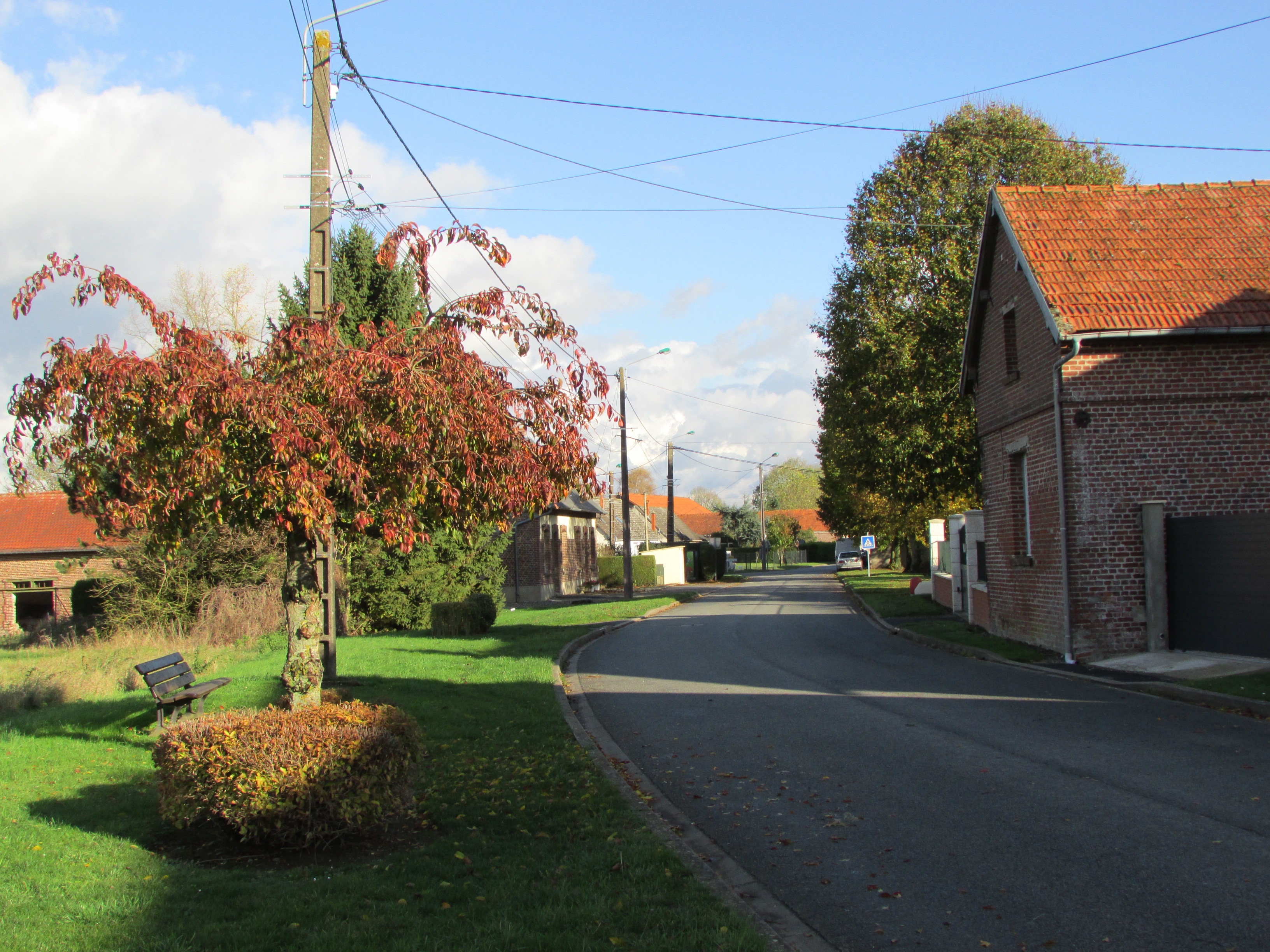
La grand-rue de nos jours.
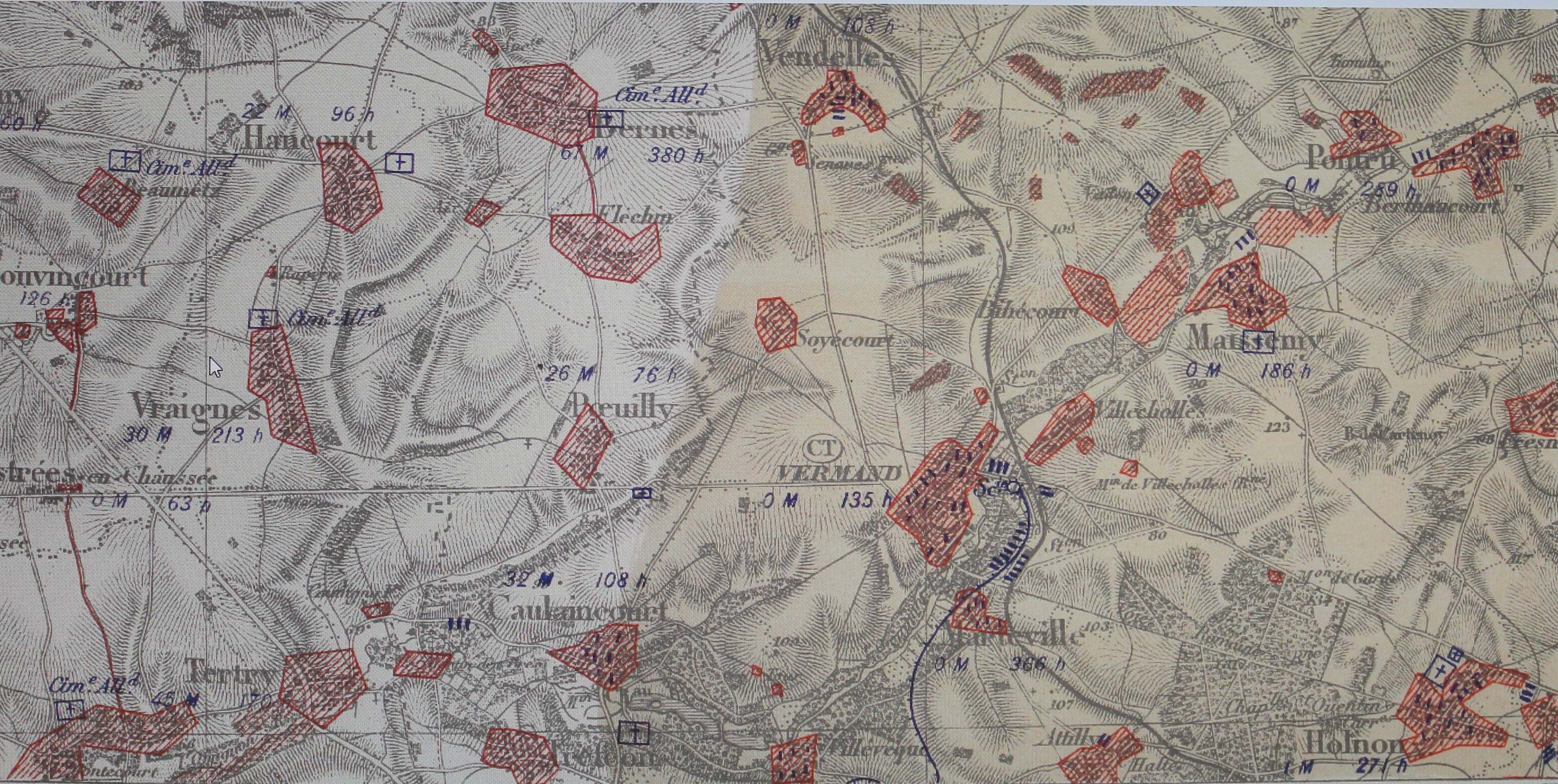
Carte montrant l'étendue des destructions de Vendelles.

### La halte de Vendelles – Le Verguier
De 1880 à 1956, Vendelles a possédé une halte située sur la ligne de Chemin de fer de Vélu-Bertincourt à Saint-Quentin, qu'on dénommait en picard « 'ch'tiot Vélu », qui appartenait à la Compagnie des Chemins de fer du Nord. Ouverte en 1880 cette ligne a fonctionné jusqu'au 1er janvier 1956 pour le trafic voyageurs et au 1er janvier 1970 pour le fret. La gare la plus proche était celle d'Hervilly à 2 km vers Roisel et la gare de Bihécourt à 4 km vers Vermand.
Cette halte située entre   Vendelles  (à 1 km) et Le Verguier (à 2 km), juste sous le pont était un simple abri en briques recouvert de tôles construit juste à côté de la voie comme on le voit sur la photo. Le train s'arrêtait 4 fois par jour dans le sens Vélu - Saint-Quentin et 3 fois en sens inverse.
À une époque où le chemin de fer était le seul moyen de déplacement, cette halte était très utilisée par les habitants pour se rendre à Roisel, Vermand ou Saint-Quentin et servait aussi au transport des marchandises et encore des betteraves jusqu'à la râperie de Montigny.

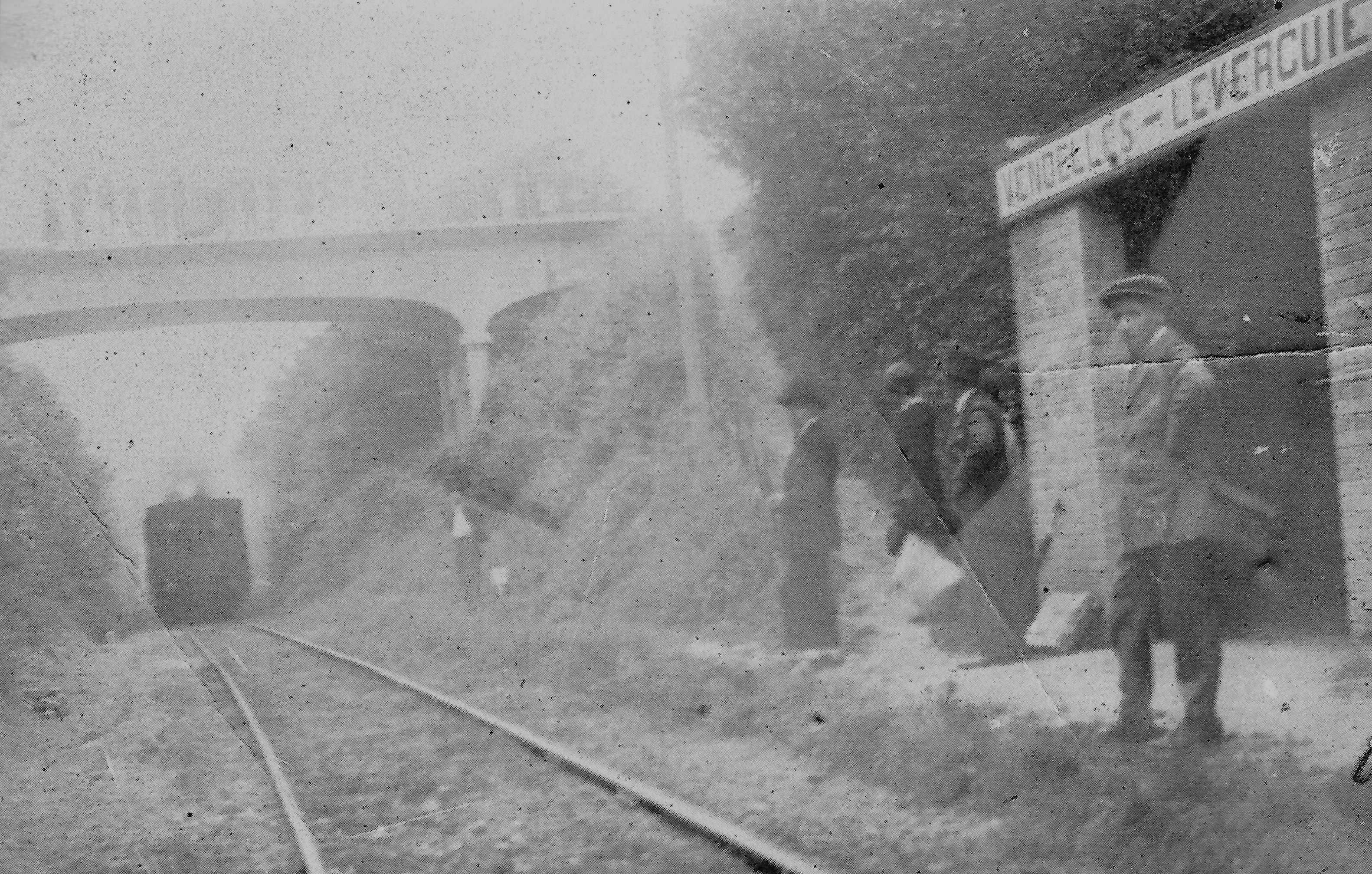
La halte de Vendelles-Le Verguier vers 1920.
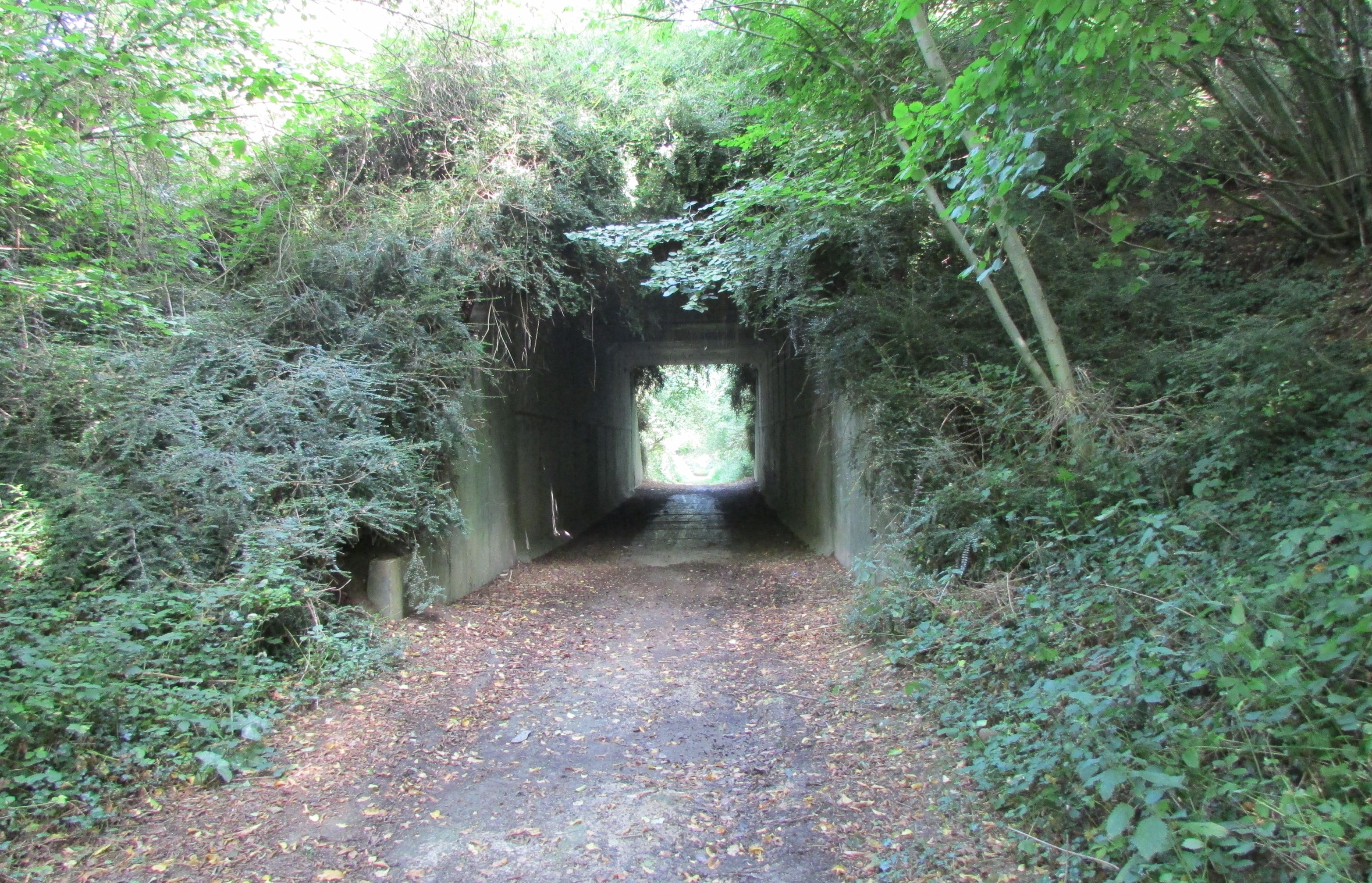
La voie en 2017.
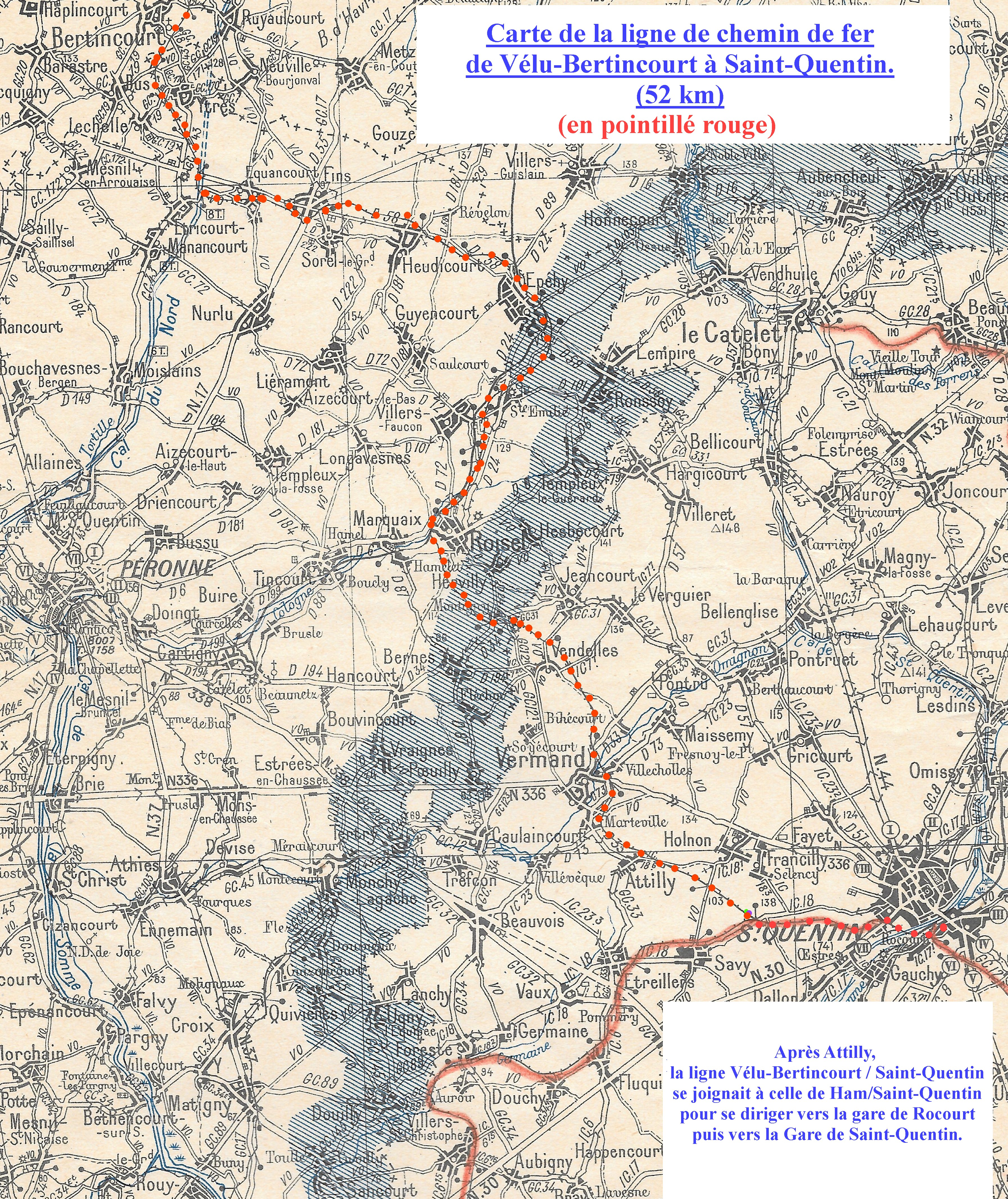
Carte de la ligne Vélu-Saint-Quentin.
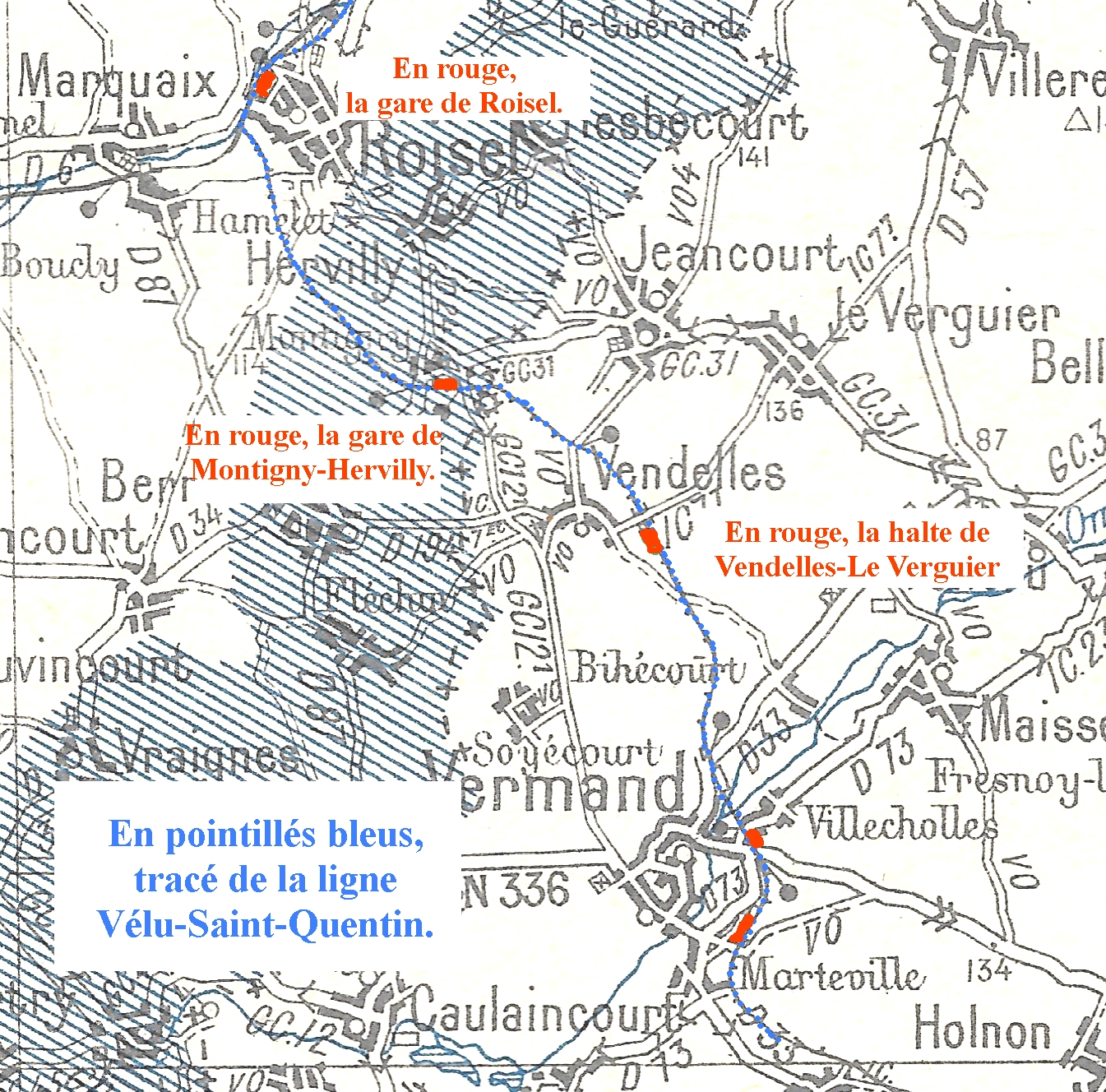
Détail de la carte de la ligne.
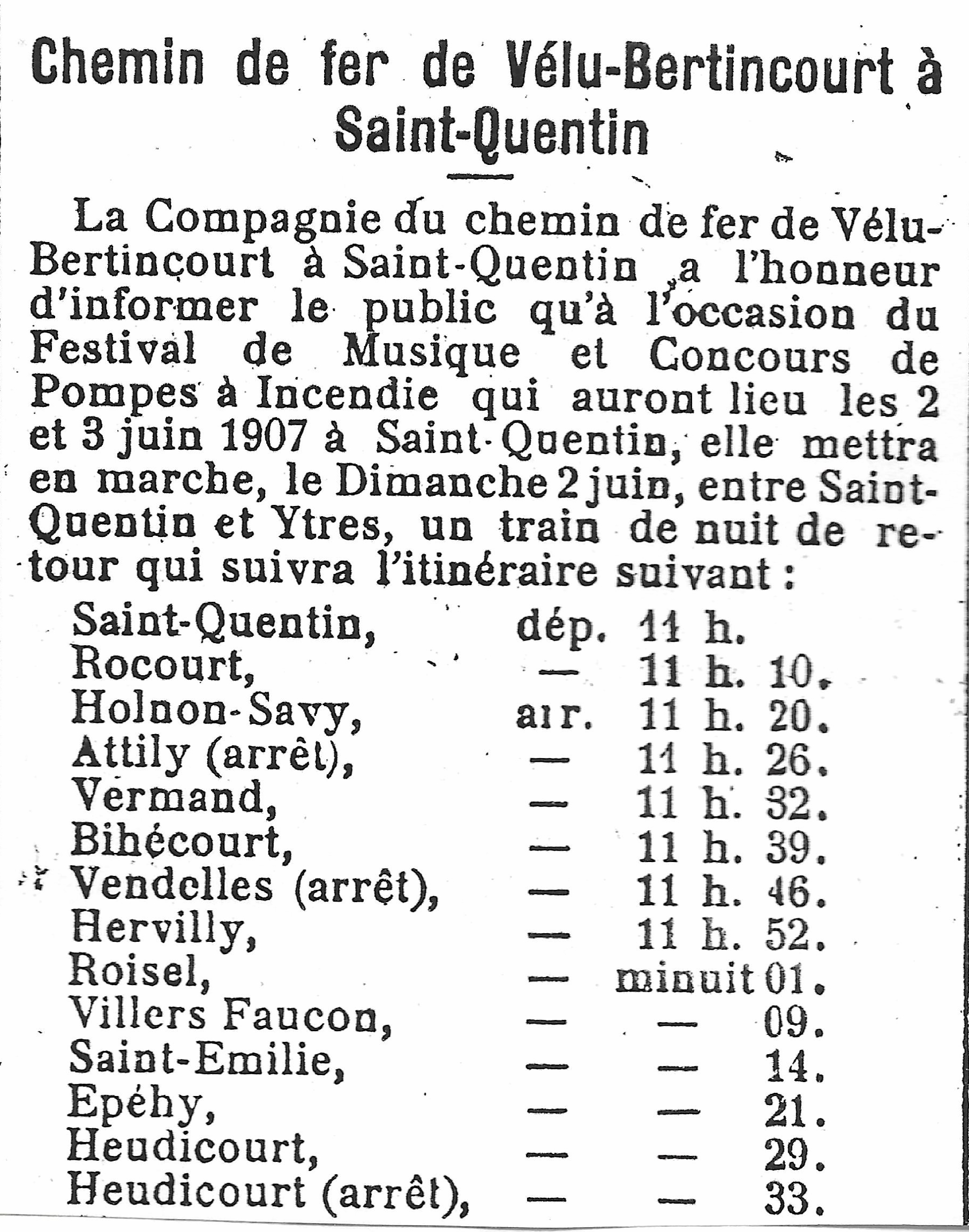
Horaire des trains.

## Politique et administration

### Découpage territorial
La commune de Vendelles est membre de la communauté de communes du Pays du Vermandois, un établissement public de coopération intercommunale (EPCI) à fiscalité propre créé le 31 décembre 1993 dont le siège est à Bellicourt. Ce dernier est par ailleurs membre d'autres groupements intercommunaux.
Sur le plan administratif, elle est rattachée à l'arrondissement de Saint-Quentin, au département de l'Aisne et à la région Hauts-de-France. Sur le plan électoral, elle dépend du  canton de Saint-Quentin-1 pour l'élection des conseillers départementaux, depuis le redécoupage cantonal de 2014 entré en vigueur en 2015, et de la deuxième circonscription de l'Aisne  pour les élections législatives, depuis le dernier découpage électoral de 2010.

### Administration municipale
| Période                                  | Période                       | Identité         | Étiquette | Qualité                                              |
| ---------------------------------------- | ----------------------------- | ---------------- | --------- | ---------------------------------------------------- |
| Les données manquantes sont à compléter. |                               |                  |           |                                                      |
| avant 1876                               | après 1877                    | Marié            |           |                                                      |
| mars 2001                                | mars 2008                     | Ludovic Lizere   |           |                                                      |
| mars 2008                                | mars 2014                     | Jean Kovarik     |           |                                                      |
| mars 2014                                | En cours (au 14 juillet 2020) | Stéphane Pruvost | SE        | Professeur des écoles Réélu pour le mandat 2020-2026 |

## Démographie
L'évolution du nombre d'habitants est connue à travers les recensements de la population effectués dans la commune depuis 1793. Pour les communes de moins de 10 000 habitants, une enquête de recensement portant sur toute la population est réalisée tous les cinq ans, les populations de référence des années intermédiaires étant quant à elles estimées par interpolation ou extrapolation. Pour la commune, le premier recensement exhaustif entrant dans le cadre du nouveau dispositif a été réalisé en 2006.

En 2022, la commune comptait 122 habitants, en évolution de +4,27 % par rapport à 2016 (Aisne : −1,97 %, France hors Mayotte : +2,11 %).
| 1793 | 1800 | 1806 | 1821 | 1831 | 1836 | 1841 | 1846 | 1851 |
| ---- | ---- | ---- | ---- | ---- | ---- | ---- | ---- | ---- |
| 230  | 196  | 244  | 268  | 323  | 330  | 333  | 324  | 309  |

| 1856 | 1861 | 1866 | 1872 | 1876 | 1881 | 1886 | 1891 | 1896 |
| ---- | ---- | ---- | ---- | ---- | ---- | ---- | ---- | ---- |
| 318  | 319  | 345  | 328  | 326  | 315  | 337  | 314  | 309  |

| 1901 | 1906 | 1911 | 1921 | 1926 | 1931 | 1936 | 1946 | 1954 |
| ---- | ---- | ---- | ---- | ---- | ---- | ---- | ---- | ---- |
| 250  | 242  | 223  | 109  | 156  | 160  | 155  | 139  | 159  |

| 1962 | 1968 | 1975 | 1982 | 1990 | 1999 | 2006 | 2011 | 2016 |
| ---- | ---- | ---- | ---- | ---- | ---- | ---- | ---- | ---- |
| 133  | 139  | 129  | 119  | 121  | 127  | 110  | 109  | 117  |

| 2021 | 2022 | - | - | - | - | - | - | - |
| ---- | ---- | - | - | - | - | - | - | - |
| 121  | 122  | - | - | - | - | - | - | - |

## Lieux et monuments
- Église Saint-Deogratias, vitraux de Paul Charavel.
- Temple protestant, actuellement désaffecté.
- Mairie.

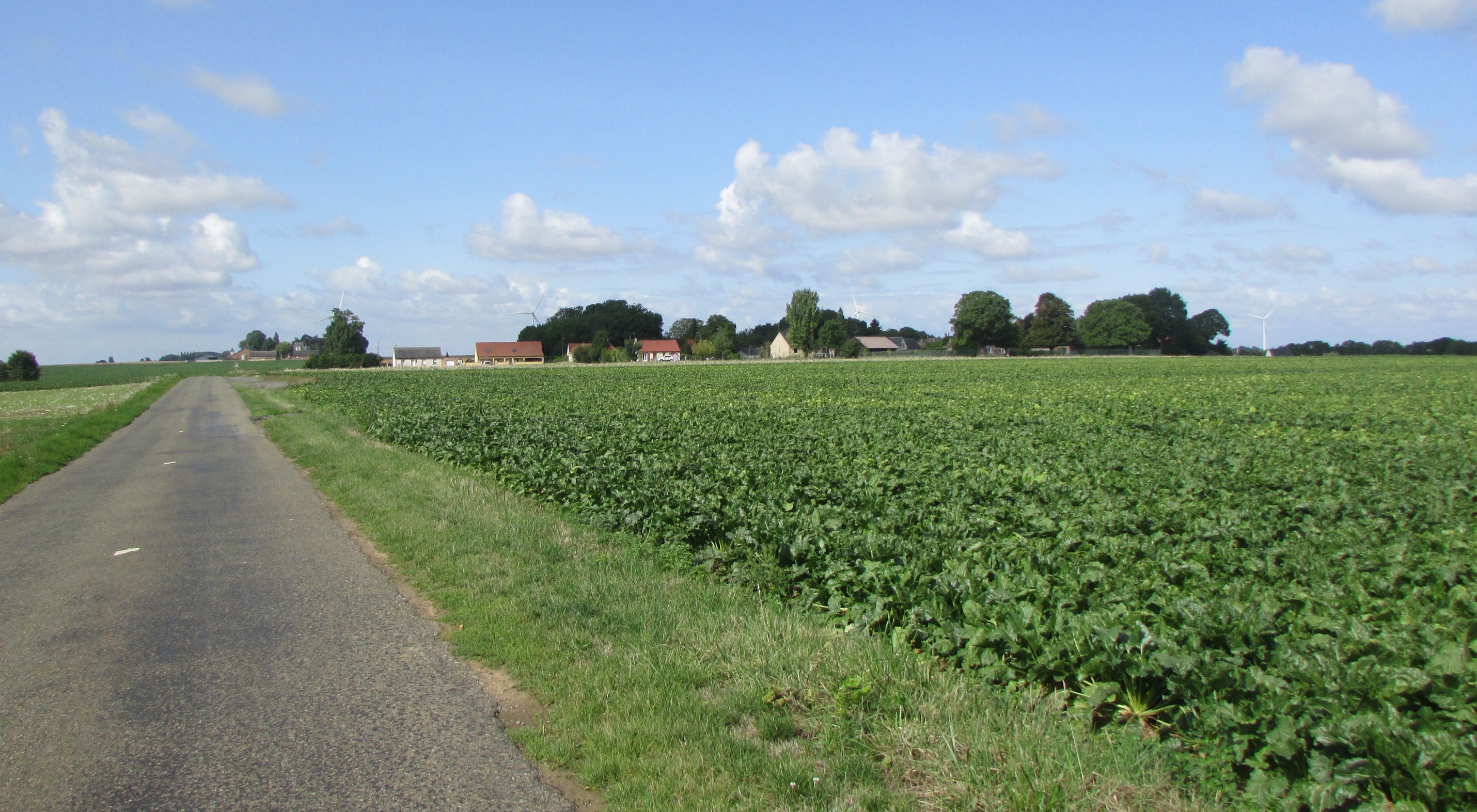
Vue depuis la route du Verguier.
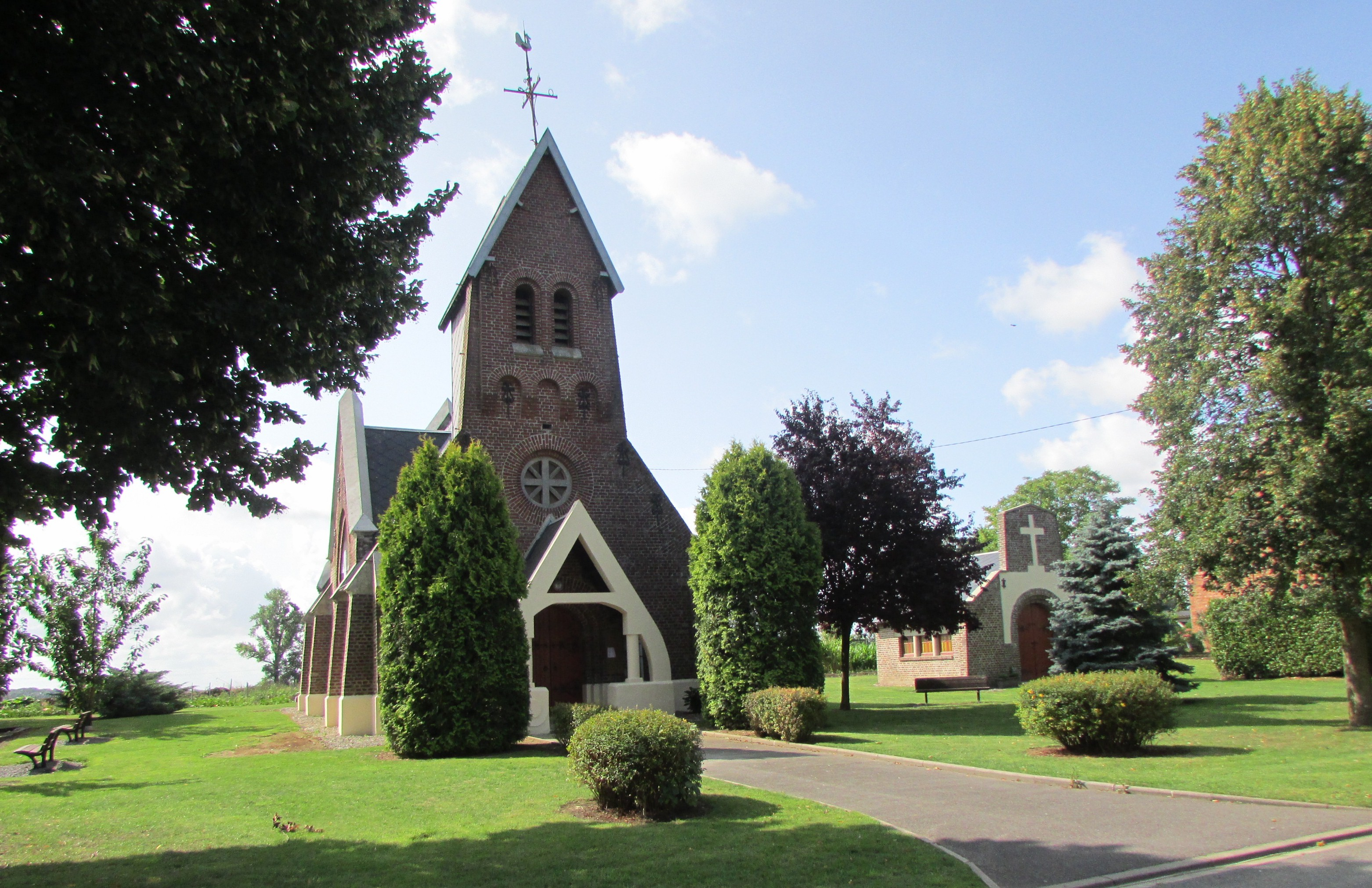
L'église et le temple protestant.
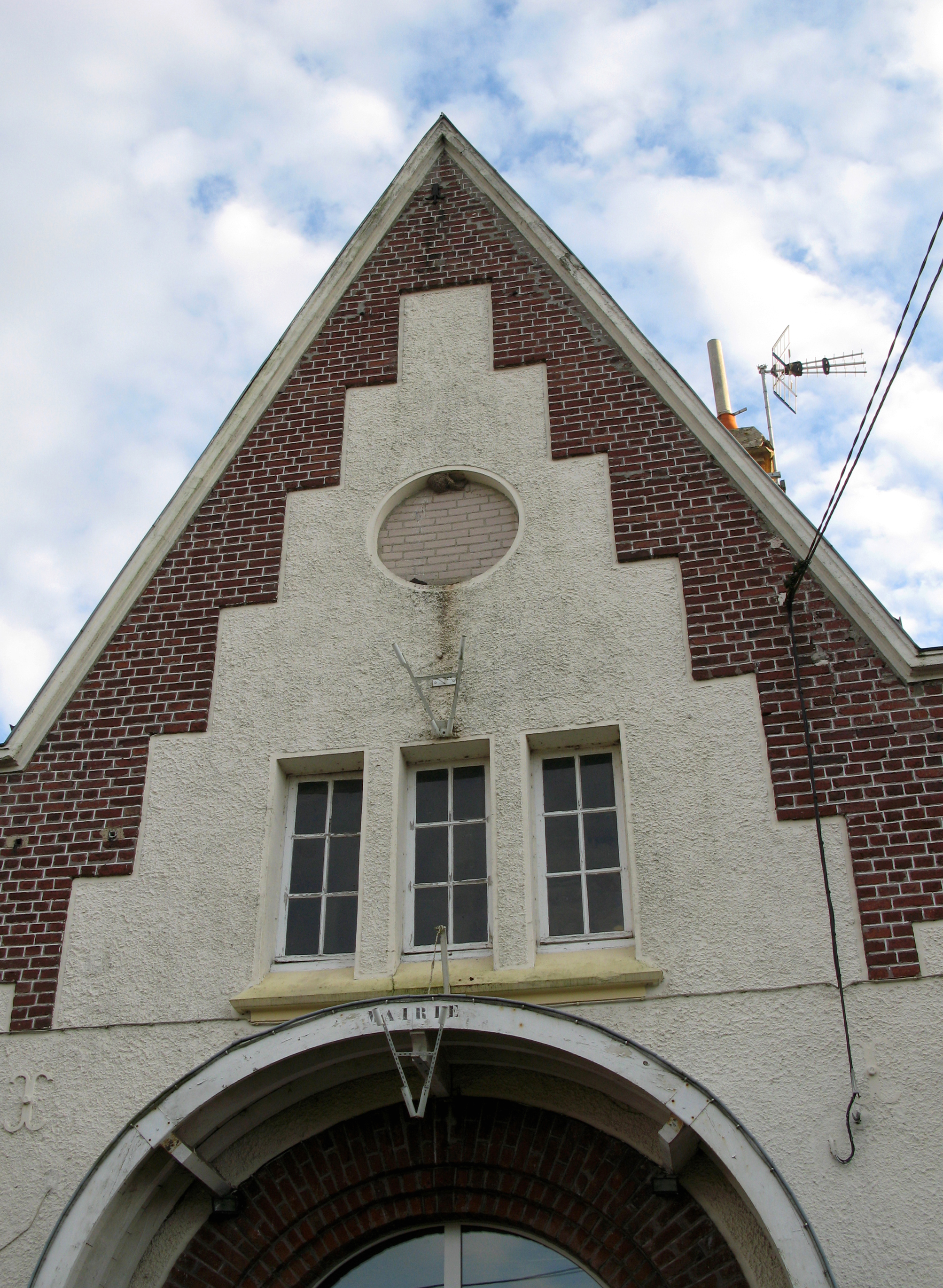
Fronton de la mairie.
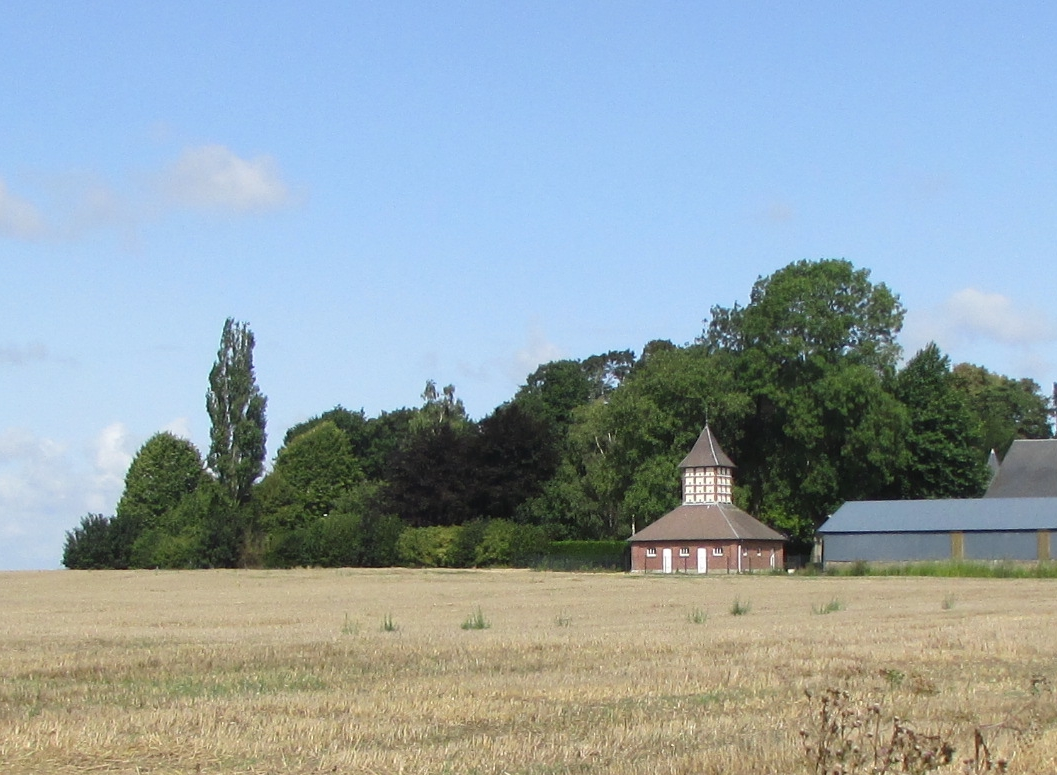
Pigeonnier.
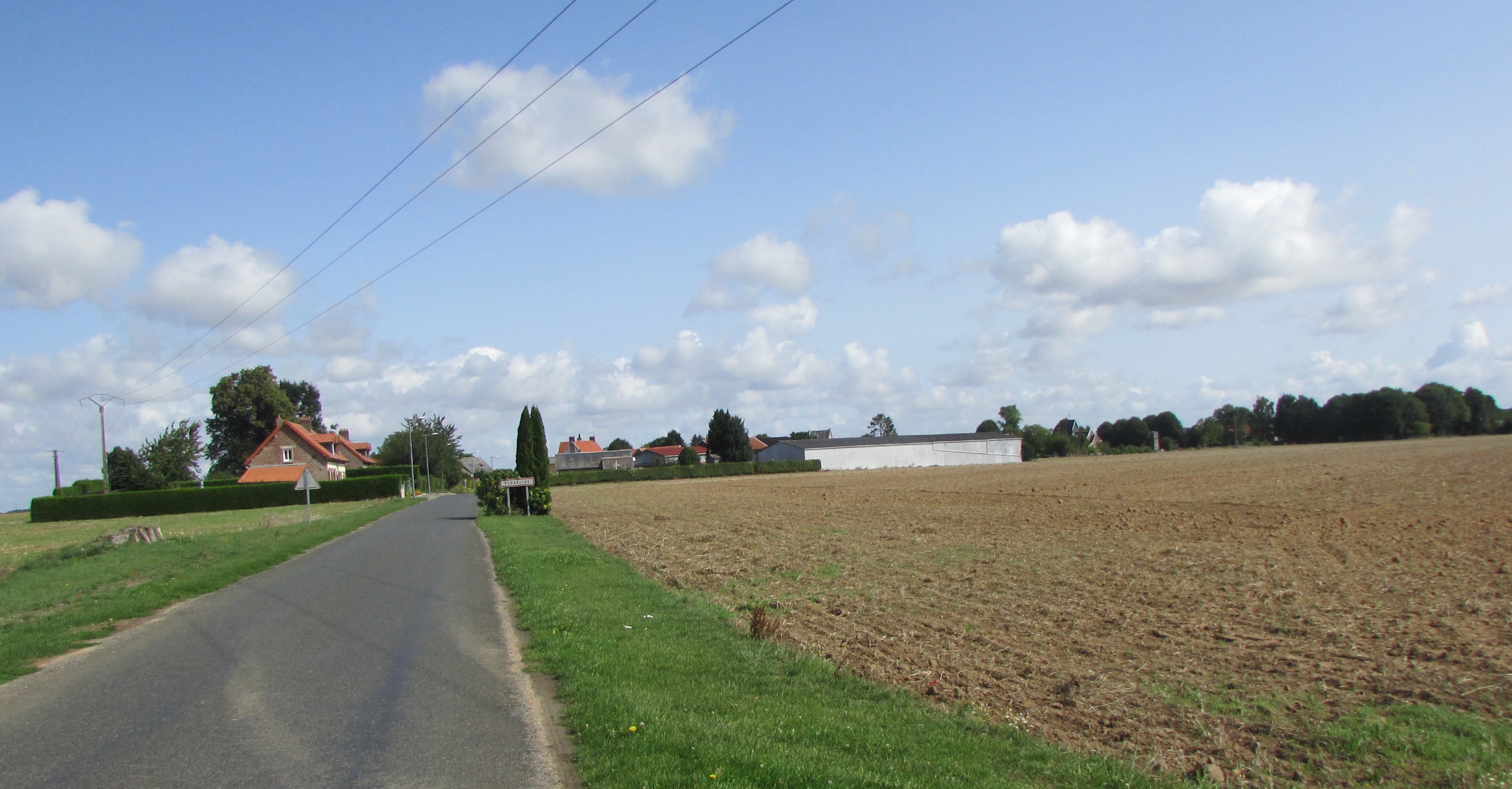
Vue depuis la route de Vermand.